# Гончарова Маріанна Борисівна
Маріанна Борисівна Гончарова (26 травня 1957 – 5 вересня 2022) — українська російськомовна письменниця, авторка гумористичних оповідань. 2014 року була включена журналом «Шо» до списку найкращих українських російськомовних прозаїків. Жила та працювала в Чернівецькій області.

## Біографія
Народилася в Чернівцях, в родині композитора Шандора Каллоша. Закінчила Чернівецький університет. Багато років керувала молодіжним театром «Важкий вік». Публікуватися почала в одеському гумористичному журналі «Фонтан». Друкувалась у журналі «Радуга» та газеті «Дзеркало тижня».

## Нагороди
- 2012, Російська премія в номінації «Мала проза» за повість «Дракон з Перкалаба».
- 2017, Лауреат першої Одеської міжнародної літературної премії імені Ісаака Бабеля [Архівовано 12 березня 2018 у Wayback Machine.] за оповідання «Янкель, інклоц ін барабан» (I місце)[1].

## Твори
- Доля шутки (в соавторстве с Валерием Хаитом). Донецк: Донеччина, 2003. ISBN 966-556-532-X
- Поезд в Черновцы и другие рассказы. Одесса: Зодиак, 2008. ISBN 966-96615-4-4
- Кенгуру в пиджаке и другие веселые рассказы. Москва: Эксмо, 2010. ISBN 978-5-699-39302-2
- Левый автобус: книга веселых рассказов. Москва: Эксмо, 2010. ISBN 978-5-699-40154-3
- Черная кошка в оранжевых листьях. Москва: Эксмо, 2010. ISBN 978-5-699-43018-5
- Моя веселая Англия. Москва: Эксмо, 2011. ISBN 978-5-699-47821-7
- Отдам осла в хорошие руки… Москва: Эксмо, 2011. ISBN 978-5-699-47817-0
- Этюды для левой руки. Москва: Эксмо, 2011.ISBN 978-5-699-51586-8
- В ожидании конца света. Москва: Эксмо, 2012.ISBN 978-5-699-60444-9
- Теплый талисман. Москва: Эксмо, 2012.
- Землетрясение в отдельно взятом дворе. Москва: Эксмо, 2012.
- Чудеса специальным рейсом. Москва: Эксмо, 2012.
- Капелюшки, парасольки и дождь в чужом городе. Москва: АРДИС, 2013 — аудиокнига
- Кошка Скрябин и другие. Москва: АРДИС, 2013 — аудиокнига
- Четвертый звонок. Москва: Азбука-Аттикус, 2013. ISBN 978-5-389-05713-5
- Дорога. Записки из молескина. Москва: Азбука-Аттикус, 2014. ISBN 978-5-389-06925-1
- Там, де ми живемо. Буковинські оповідання. Харків: Фоліо, 2016. ISBN 978-966-03-7591-8
- В очікуванні кінця світу. Харків: Фоліо, 2016. ISBN 978-966-03-7555-0
- Дракон з Перкалабу. Харків: Фоліо, 2016. ISBN 978-966-03-7545-1
- Папа, я проснулась! Москва: Аст, 2017. ISBN 978-5-17-100683-9
- Будь на моей стороне или 1002, Park St Grinnell, IA, USA. Київ: Самміт-Книга, 2017. ISBN 978-617-7504-00-8
- Спроси его имя. Маленькие истории о большой любви. Киев: Печатный двор Олега Федорова, 2017. ISBN 978-617-7380-81-7